# Johann Jakob Ryffel
Johann Jakob Ryffel (* 13. Dezember 1807 in Uerikon bei Stäfa; † 17. Juli 1868 in Regensberg) war ein Schweizer Politiker. Von 1849 bis 1857 gehörte er dem Nationalrat an.

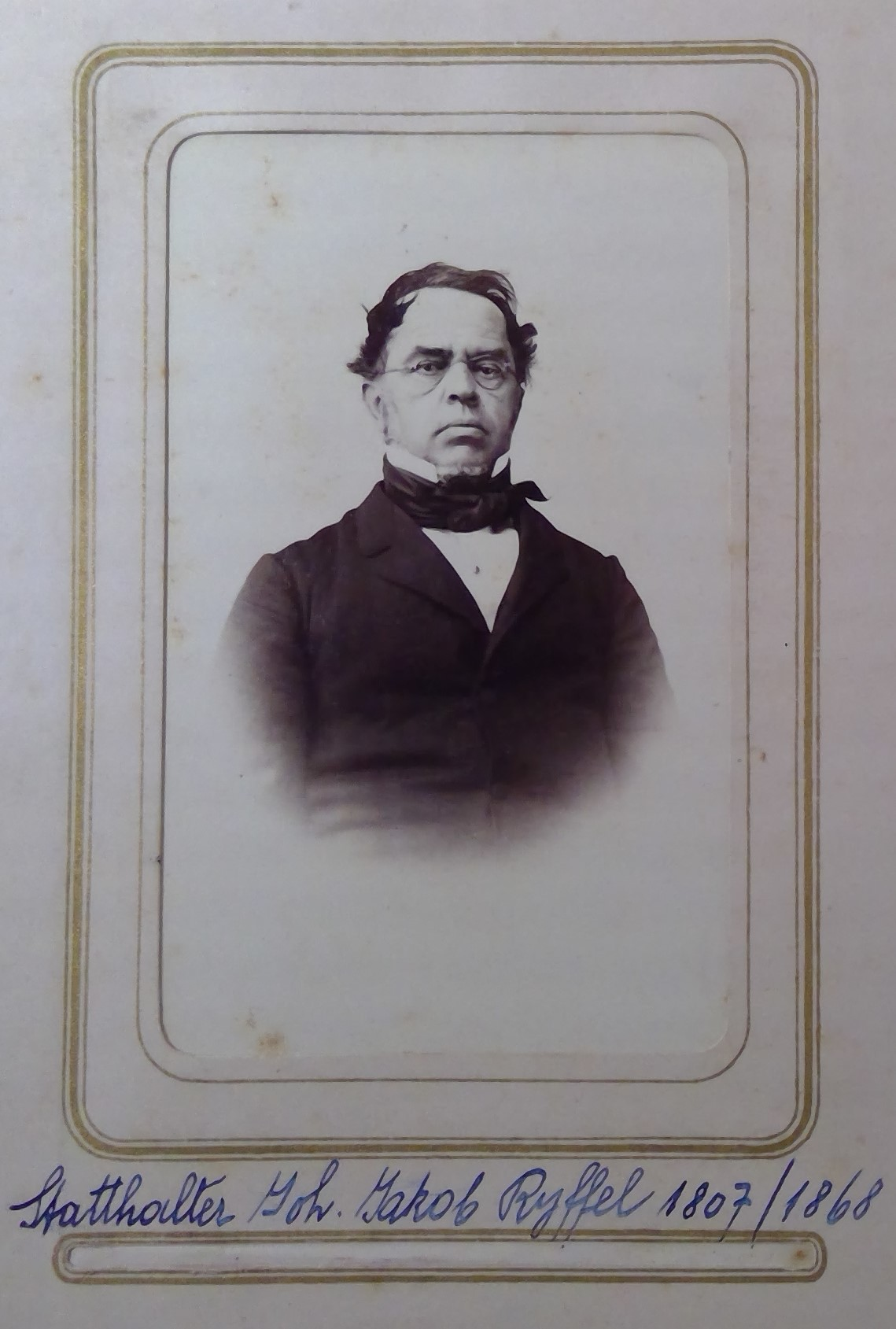
Johann Jakob Ryffel (1807–1868)

## Biografie
Der Sohn eines Landwirts und Säckelmeisters erhielt seine Schulbildung bei einem Privatlehrer sowie im Institut von Johann Heinrich Pestalozzi in Yverdon. Anschliessend studierte er Recht und Kameralwissenschaft in Zürich, Basel und Jena. Während seines Studiums wurde er 1829 Mitglied der Jenaischen Burschenschaft.
Nach Studienabschluss arbeitete Ryffel in der Kanzlei des Bezirksgerichts Zürich, bevor er in Regensberg stellvertretender Gerichtsschreiber wurde. Ab 1838 war er als Statthalter des Bezirks Regensberg tätig.
Ryffel, der liberale Ansichten vertrat, erwarb sich Verdienste in den Bereichen Schul- und Armenwesen, Strassen- und Eisenbahnbau, im Sparkassenwesen sowie bei der Entsumpfung von Surbtal und Wehntal. 1843 wurde er in den Grossen Rat des Kantons Zürich gewählt. Bei einer Nachwahl im Wahlkreis Zürich-Nord zog er im September 1849 in den Nationalrat ein, dem er bis 1857 angehörte. 1866 veröffentlichte Friedrich Locher (zunächst anonym) das Pamphlet «Die Freiherren von Regensberg», in welchem er die Machtfülle des «Systems Escher» scharf angriff. Ryffel, der selbst aus Regensberg stammte und auf den sich der Titel somit bezog, wurde als eines der Beispiele der damals herrschenden Klüngelwirtschaft im Umfeld von Alfred Escher blossgestellt. Beim nachfolgenden Wahlsieg der demokratischen Bewegung verlor er sein Mandat im Zürcher Kantonsparlament.